# Adelino José Macías
Adelino José Macías González (La Llagosta, 1965) es un político español. 
Fue Alcalde de La Llagosta, por el Partido Socialista.
Más tarde creó un partido municipal y gobernó con ICV.
Vive en Santa Perpètua de Mogoda, pueblo vecino de La Llagosta.
Actualmente trabaja en una empresa y es el número 2 en las listas de Santa Perpètua en Comú.

## Biografía
Nacido en La Llagosta en 1965, ha participado en diversas asociaciones locales como la Agrupación Cultural Gallega Alborada, Aspaifacos (Asociación de Disminuidos de La Llagosta), la Agrupación Sardanista y la Casa de Andalucía. Miembro del PSC desde 1987 hasta abril de 2003, ha sido concejal del Ayuntamiento de La Llagosta desde el mismo año: concejal de Hacienda, Administración y Patrimonio entre 1987 y 1995; concejal de Hacienda, Empleo y Promoción Económica entre 1995 y 1999, y concejal de Hacienda, Empleo, Promoción Económica y Promoción de la Ciudad hasta 2003. Su madre, Octavia González, también ha sido concejala del Ayuntamiento desde el 1987. 
Primer teniente de alcalde entre 1991 y 2002 y alcalde desde el 5 de diciembre de 2002 hasta el 25 de mayo de 2003, como consecuencia de la dimisión de José Luis López Segura. En las elecciones municipales de 2003, debido a discrepancias internas dentro del PSC (que presentó como candidato Antonio Rísquez), se presentó como cabeza de lista de la agrupación de electores Ciudadanos por La Llagosta, que obtuvo tres concejales y quedó en la oposición. Continuó como concejal y portavoz del principal grupo de la oposición en el consistorio hasta el 3 de marzo de 2005, en que presentó su dimisión del cargo después de sufrir un accidente de tráfico.